# Haigerloch
Haigerloch est une ville située en République fédérale d'Allemagne dans le Land du Bade-Wurtemberg, à l'arrondissement de Zollernalb. Elle se situe 60 km au sud-est de Stuttgart.

## Histoire
| Appartenances historiques Duché de Souabe 915-1052 Comté de Zollern 1052-1576 Comté de Hohenzollern-Haigerloch 1576-1634 Principauté de Hohenzollern-Sigmaringen 1634-1681 Comté de Hohenzollern-Haigerloch 1681-1767 Principauté de Hohenzollern-Sigmaringen 1767-1849 Royaume de Prusse (Province de Hohenzollern) 1849-1918 République de Weimar 1918–1933 Reich allemand 1933–1945 Allemagne occupée 1945–1949 Allemagne 1949–présent |

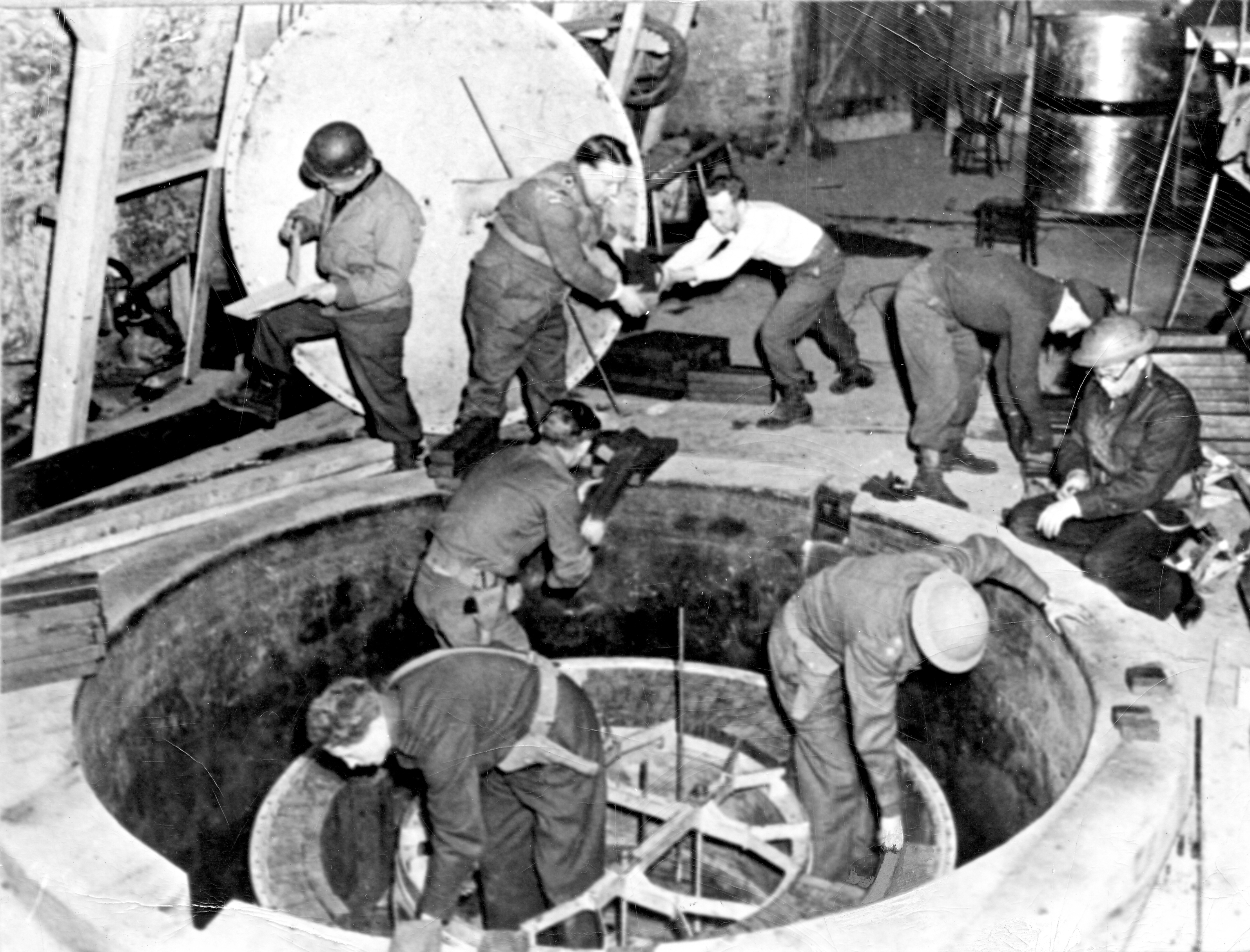
Démantèlement de la pile atomique d'Haigerloch par les Américano-Britanniques en avril 1945.

Durant la Seconde Guerre mondiale, Haigerloch abritait un laboratoire secret d'expérimentation sur l'énergie nucléaire. Les Américains y découvrirent une pile atomique modérée par de l'eau lourde. Celle-ci était cependant trop petite pour devenir critique.

## Jumelage
- Noyal-sur-Vilaine (France)
- Sokobanja (Serbie)

## Personnalités liées à la ville
- Jean-Christophe de Hohenzollern-Haigerloch (1586-1620), comte de Hohenzollern-Haigerloch ;
- Christophe de Hohenzollern-Haigerloch (1552-1592), comte de Hohenzollern-Haigerloch ;
- Christian Großbayer (1718-1782), architecte.